# Wrightoporia gillesii
Wrightoporia gillesii är en svampart som beskrevs av A. David & Rajchenb. 1987. Wrightoporia gillesii ingår i släktet Wrightoporia och familjen Bondarzewiaceae.   Inga underarter finns listade i Catalogue of Life.